# Breeders Crown 3YO Filly Pace
| 2YO Filly Pace |  | 2YO Colt & Gelding Pace |  | 3YO Filly Pace |  | 3YO Colt & Gelding Pace |  | Open Mare Pace |  | Open Pace |

Breeders Crown 3YO Filly Pace är ett årligt passgångslopp i Breeders Crown-serien för 3-åriga varmblodiga ston. Loppet är ett sprinterlopp över 1609 meter och körs på olika travbanor i USA och Kanada, sedan premiären 1984. Förstapris är 250 000 amerikanska dollar. 2010 blev Pocono Downs den första banan som körde alla 12 lopp i travserien under en och samma kväll.

## Segrare
| År   | Häst               | Kusk               | Tränare          | Tid    |
| ---- | ------------------ | ------------------ | ---------------- | ------ |
| 2022 | Treacherous Dragon | Scott Zeron        | Nancy Takter     | 1:49.1 |
| 2021 | Test of Faith      | David Miller       | Brett Pelling    | 1:49.4 |
| 2020 | Peaky Sneaky       | Yannick Gingras    | Nancy Takter     | 1:49.0 |
| 2019 | Warrawee Ubeaut    | Yannick Gingras    | Ron Burke        | 1:50.2 |
| 2018 | Percy Bluechip     | Matt Kakaley       | Ron Burke        | 1:51.1 |
| 2017 | Blazin Britches    | Trace Tetrick      | Brian Brown      | 1:52.1 |
| 2016 | Call Me Queen Be   | Scott Zeron        | Ross Croghan     | 1:49.4 |
| 2015 | Divine Caroline    | David Miller       | Joe Holloway     | 1:51.0 |
| 2014 | Sayitall BB        | Yannick Gingras    | Ron Burke        | 1:50.3 |
| 2013 | I Luv The Nitelife | Tim Tetrick        | Chris Ryder      | 1:50.0 |
| 2012 | American Jewel     | Tim Tetrick        | Jimmy Takter     | 1:52.1 |
| 2011 | Monkey On My Wheel | Jody Jamieson      | Travis Umphrey   | 1:49.3 |
| 2010 | Put On A Show      | Tim Tetrick        | Chris Ryder      | 1:50.1 |
| 2009 | Yellow Diamond     | Jim Morrill J:r    | Tracy Brainard   | 1:51.2 |
| 2008 | A And G`sconfusion | David Miller       | Casie Coleman    | 1:51.0 |
| 2007 | Artcotic           | Brian Sears        | GeorgeTeague J:r | 1:51.2 |
| 2006 | My Little Dragon   | Brian Sears        | Noel Daley       | 1:52.3 |
| 2005 | Belovedangel       | Ron Pierce         | Robert McIntosh  | 1:52.1 |
| 2004 | Rainbow Blue       | Ron Pierce         | GeorgeTeague J:r | 1:51.0 |
| 2003 | Burning Point      | Kevin Wallis       | Linda Wallis     | 1:51.4 |
| 2002 | Allamerican Nadia  | Chris Christoforou | John Burns       | 1:53.0 |
| 2001 | Bunny Lake         | John Stark J:r     | John Stark J:r   | 1:52.4 |
| 2000 | Popcorn Penny      | Ryan Anderson      | Joe Anderson     | 1:52.0 |
| 1999 | Odie’s Fame        | Dave Wall          | Harold Wellwood  | 1:53.0 |
| 1998 | Galleria           | George Brennan     | Jim Campbell     | 1:51.0 |
| 1997 | Stienam's Place    | Jack Moiseyev      | Bruce Riegle     | 1:53.0 |
| 1996 | Mystical Maddy     | Mike Lachance      | Brett Pelling    | 1:55.3 |
| 1995 | Headline Hanover   | Doug Brown         | Stew Firlotte    | 1:55.0 |
| 1994 | Hardie Hanover     | Tim Twaddle        | John Burns       | 1:51.4 |
| 1993 | Immortality        | John Campbell      | Robert McIntosh  | 1:55.3 |
| 1992 | So Fresh           | John Campbell      | Robert McIntosh  | 1:56.0 |
| 1991 | Miss Easy          | John Campbell      | Bruce Nickells   | 1:52.2 |
| 1990 | Town Pro           | Doug Brown         | Stew Firlotte    | 1:54.4 |
| 1989 | Cheery Hello       | John Campbell      | Jim Miller       | 1:55.4 |
| 1988 | Sweet Reflection   | Bill O'Donnell     | Steve Elliott    | 1:55.4 |
| 1987 | Pacific            | Tom Harmer         | Tom Harmer       | 1:55.0 |
| 1986 | Glow Softly        | Ron Waples         | Nelson Guyette   | 1:56.2 |
| 1985 | Stienam            | Buddy Gilmour      | Kelly O’Donnell  | 1:55.4 |
| 1984 | Naughty But Nice   | Tommy Haughton     | Billy Haughton   | 1:56.4 |